# Biophytum chocoense
Biophytum chocoense là một loài thực vật có hoa trong họ Chua me đất. Loài này được Knuth mô tả khoa học đầu tiên năm 1935.